# ジエゴ・デ・ソウザ・アンドラージ
ジエゴ・デ・ソウザ・アンドラージ（Diego de Souza Andrade，1985年6月17日 - ）は、ブラジル・リオデジャネイロ出身の元サッカー選手。元ブラジル代表。現役時代のポジションはフォワード。

## 経歴

### フルミネンセ
カンピオナート・ブラジレイロ・セリエAに所属しているフルミネンセFCでキャリアを始める。当時はダブルボランチの一角、またミッドフィルダーとしてプレーしていた。2005年にはカンピオナート・カリオカ（リオデジャネイロ州選手権）優勝とコパ・ド・ブラジウの準優勝に貢献している。

### SLベンフィカ・CRフラメンゴ
その直後デビューから１年半後が経ち、プリメイラ・リーガの強豪SLベンフィカに移籍し、１試合も出ることがないまま即CRフラメンゴにレンタルされた。帰国後、体調を崩してしまったがすぐに回復し、10番を背負って降格の危機を救った。
しかしベンフィカに復帰後も出場機会を得ることができず、ブラジルのSEパルメイラスに375万ユーロで移籍した。
2012年6月10日、サウジ・プロフェッショナルリーグのアル・イテハドに3年契約で移籍した。

## 代表歴
2004年、ブラジルのU20代表チームに初招集された。
2009年10月11日のボリビア代表戦でA代表デビューを飾った。2017年6月のオーストラリア代表戦で開始わずか10秒で先制ゴールを決める。
2017年11月10日の日本代表との親善試合でも召集され、後半13分から出場した。